# 恩貝格海崖
73°13′S 166°48′E / 73.217°S 166.800°E
恩貝格海崖是南極洲的海崖，位於博克格雷溫克海岸，美國地質調查局根據測量和該國海軍的空中照片繪入地圖，以氣象學家命名，現時由南極條約體系管理。